# Рудьковка
Ру́дьковка (укр. Ру́дьківка) — село, расположенное на территории Бобровицкого района Черниговской области (Украина) на берегу реки Быстрица.
Население составляет 1095 жителей (2024 год). Плотность населения — 373,38 чел/кв.км. Национальный состав представлен преимущественно украинцами, конфессиональный состав — христианами.

## География

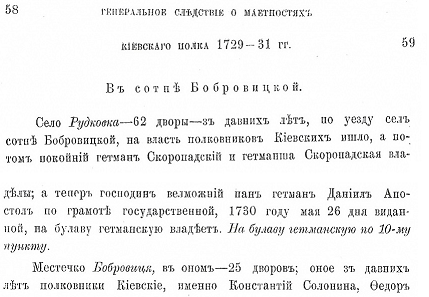
Генеральное слѣдствие о маетностяхъ Киевскаго полка 1729—1731 гг. (фрагмент)

Село Рудьковка находится примерно в 7 км к западу от центра города Бобровица. Средняя высота населённого пункта — 118 м над уровнем моря. Село находится в зоне умеренно континентального климата.

## История
В начале XVIII века краткое описание Рудьковки имеется в «Генеральном следствии о маетностяхъ Киевского полка 1729—1731 гг.». Тогда Рудьковка принадлежала гетьманам (Ивану Скоропадскому, потом Даниле Апостолу) и имела 62 двора (для сравнения, в то время Бобровица принадлежала полковникам и имела 25 дворов).
На территории Рудьковки есть курганы ІІ-І тыс. до н. э.